# Meshuggah
Meshúggah — шведская метал-группа, играющая в направлении мат-метал и являющаяся основателем этого жанра. Образована в 1987 году в городе Умео. Название группы являет собой вошедшее в английский язык из идиша слово משוגע («сумасшедший», древнееврейского происхождения; как на идише, так и на английском языке произносится с ударением на втором слоге).
Группа привлекла к себе внимание после выхода второго студийного альбома Destroy Erase Improve, сочетающего в себе грув-метал и прогрессивный метал. С альбома Nothing, музыканты пытались использовать восьмиструнные гитары компании Nevborn, однако прототипы оказались ужасного качества, и им пришлось понизить строй семиструнных гитар на кварту, до FA#D#G#C#F#A#. Полноценные инструменты они смогли получить лишь в 2006 году от компании Ibanez. После чего они стали первой группой, использующей восьмиструнные гитары.
Meshuggah стали известны своим новаторским музыкальным стилем, сложной метрической структурой песен и полиритмией. Они прославились как выдающиеся исполнители экстремальной музыки, оказали влияние на современные метал-группы и приобрели культ. Группа была названа одной из десяти самых важных групп хард-рока и хэви-метала по версии Rolling Stone и внесены в список наиболее влиятельных групп по версии Alternative Press.
В 2006 и 2009 годах Meshuggah были номинированы на две шведские Grammis Awards за свои альбомы «Catch Thirtythree» и «obZen» соответственно. В 2018 году группа была номинирована на Grammy Award за песню «Clockworks» в категории «Лучшее метал-исполнение». Группа выступала на различных международных фестивалях, включая Ozzfest и Download Festival.

## История

### Формирование иContradictions Collapse(1987—1994)

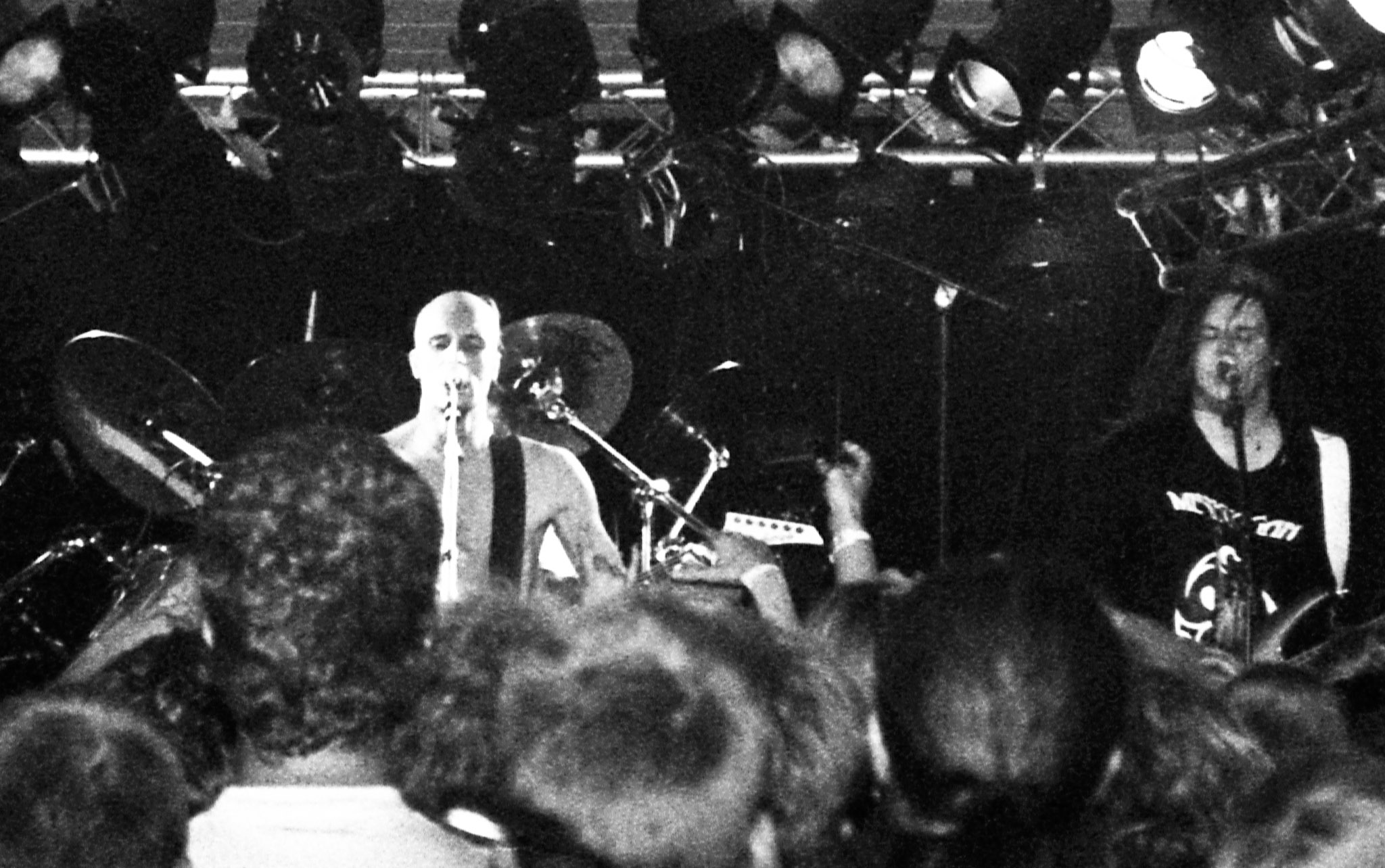
Meshuggah в 1992

В 1985 году, гитарист Фредрик Тордендаль организовал собственную группу в Умео, небольшом студенческом городке на севере Швеции. Группа, названная Metallien, записала одно демо, после чего была распущена, но Тортендаль продолжил играть с новыми музыкантами под разными названиями.
Meshuggah была создана в 1987 году вокалистом и гитаристом Йенсом Кидманом,, который и придумал название группе. Однако вскоре Кидман покинул группу и коллектив был расформирован. Позднее Йенс Кидман вместе с гитаристом Тортендалем, басистом Петером Норденом и ударником Никласом Лундгреном организовал новую группу, которую в итоге было решено назвать так же, как и предыдущую — Meshuggah.
3 февраля 1989 года Meshuggah самостоятельно выпустила одноимённый мини-альбом, также известный как Psykisk Testbild Альбом был издан на виниле, и разошелся в количестве 1,000 копий.
В 1990 году на замену Никласу Лундгрену в группу приходит Томас Хааке. В том же году Meshuggah подписывает контракт с Nuclear Blast, и приступает к записи своего первого полноформатного альбома, Contradictions Collapse. Альбом, изначально получивший название (All this because of) Greed, был выпущен в 1991 году. Contradictions Collapse получил положительные оценки критиков, но не снискал коммерческого успеха. После релиза Кидман решил сконцентрироваться на вокале, в связи с чем в группу пришёл второй гитарист — Мартин Хегстрем, В таком составе, в 1994 году группа записывает новый EP None на студии Tonteknik Recordings в Умео.
В 1995 году Фредрик Тордендаль в результате несчастного случая лишился кончика пальца на левой руке. Кончик пальца пришили и вскоре Фредрик смог играть как и прежде, но вследствие этого инцидента группе пришлось отменить все свои выступления на несколько месяцев. После восстановления Тордендаля группа в мае записывает очередной EP Selfcaged, который увидел свет позднее в том же году.

### Destroy Erase Improve(1995—1997)

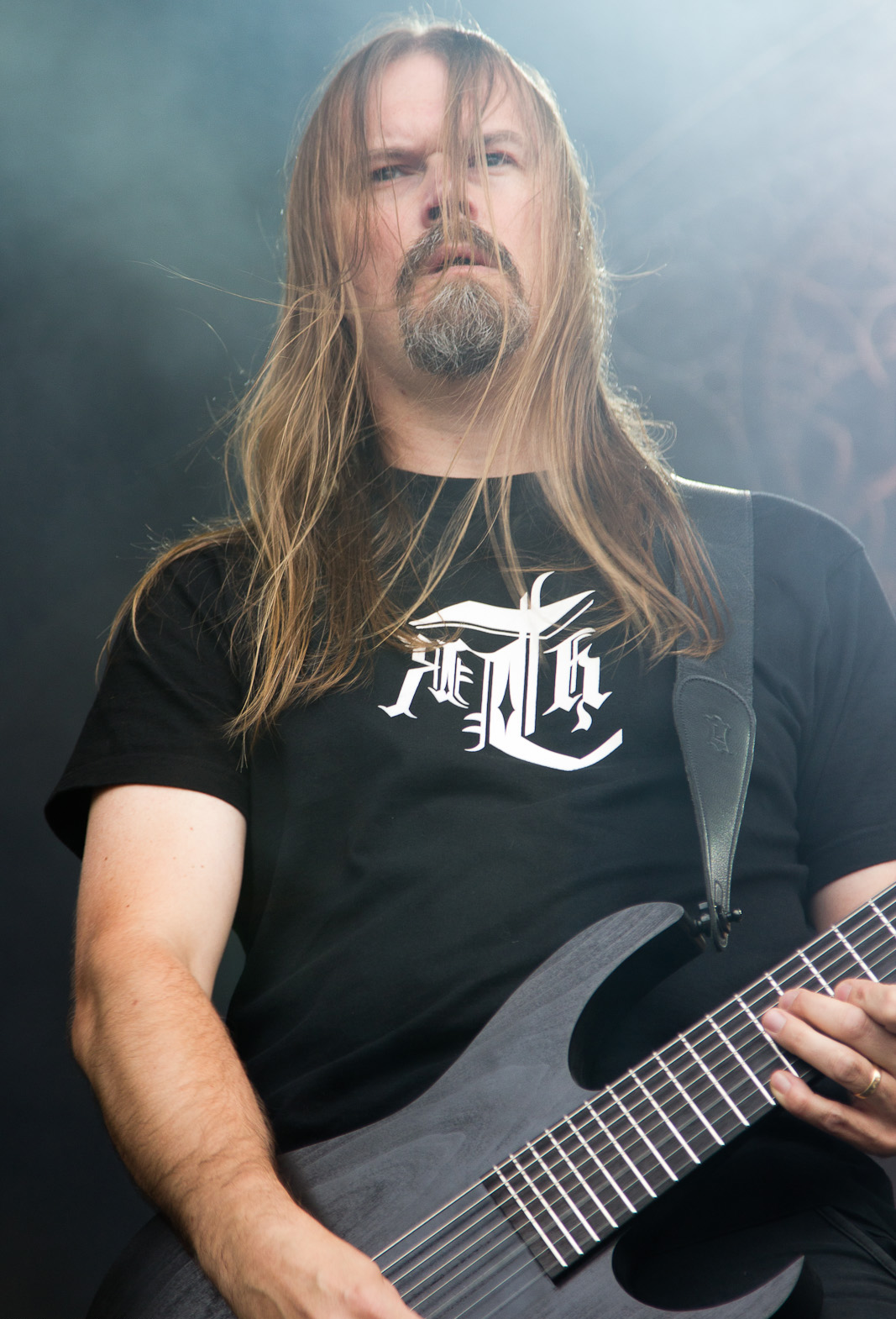
Гитарист Фредрик Тордендаль на выступлении в 2012

В январе 1995 г. Meshuggah отправились в небольшой тур по Европе, организованный рекорд-лейблом. Вскоре после возвращения они записали свой второй альбом «Destroy Erase Improve» и отправились в тур с американской группой Machine Head. Во время гастролей басист Питер Нордин начал испытывать серьёзные проблемы с вестибулярным аппаратом. В результате, Питер был вынужден вернуться домой в Швецию, и группа осталась без басиста. Бас-гитарист Machine Head, Адам Дьюс, предложил свою помощь, но участники Meshuggah отказались, решив играть вчетвером. Во время концертов Фредрик стал исполнять басовые партии при помощи гитарного оборудования, а иногда группа обходилась двумя гитаристами (Мартен использовал октавер для исполнения своих партий на октаву ниже). Когда Фредрик достаточно освоил бас-гитару, он стал исполнять соло-партии, где использовал различные техники (к примеру, тэппинг). Destroy Erase Improve был выпущен в мае 1995 года и получил положительные отзывы критиков за «пьянящий темп и абстрактный подход». Кидман описал обложку альбома: «Название соответствует картинкам, которые мы вырезали и украли из справочников в библиотеке». В середине 1995 года Meshuggah провели короткий тур со шведской группой Clawfinger по Скандинавии и Германии. Нордину пришлось покинуть группу из-за болезни, и во время тура его заменил басист Густав Хильм. В конце 1995 года Meshuggah отправились в месячный тур с Hypocrisy.[9]
В 1996 и 1997 годах Тордендал работал над своим сольным альбомом Sol Niger Within, который был выпущен в марте 1997 года в Скандинавии и в апреле в Японии. Он также вел дебют Mats/Morgan Band. В 1997 году Meshuggah записали неизданное демо, время от времени гастролировали и отыграли несколько концертов в своем родном городе. В мае Meshuggah переехала в Стокгольм, чтобы быть ближе к своему менеджменту и звукозаписывающей индустрии в целом.
EP The True Human Design был записан и выпущен в конце 1997 года. Он содержал одну новую песню под названием «Sane», а также одну концертную и две альтернативные версии вступительного трека Destroy Erase Improve «Future Breed Machine». Сольный альбом Тордендала Sol Niger Within был одновременно выпущен в США, и Meshuggah начала планировать свой следующий альбом в конце года..

### ChaosphereиNothing(1998—2003)

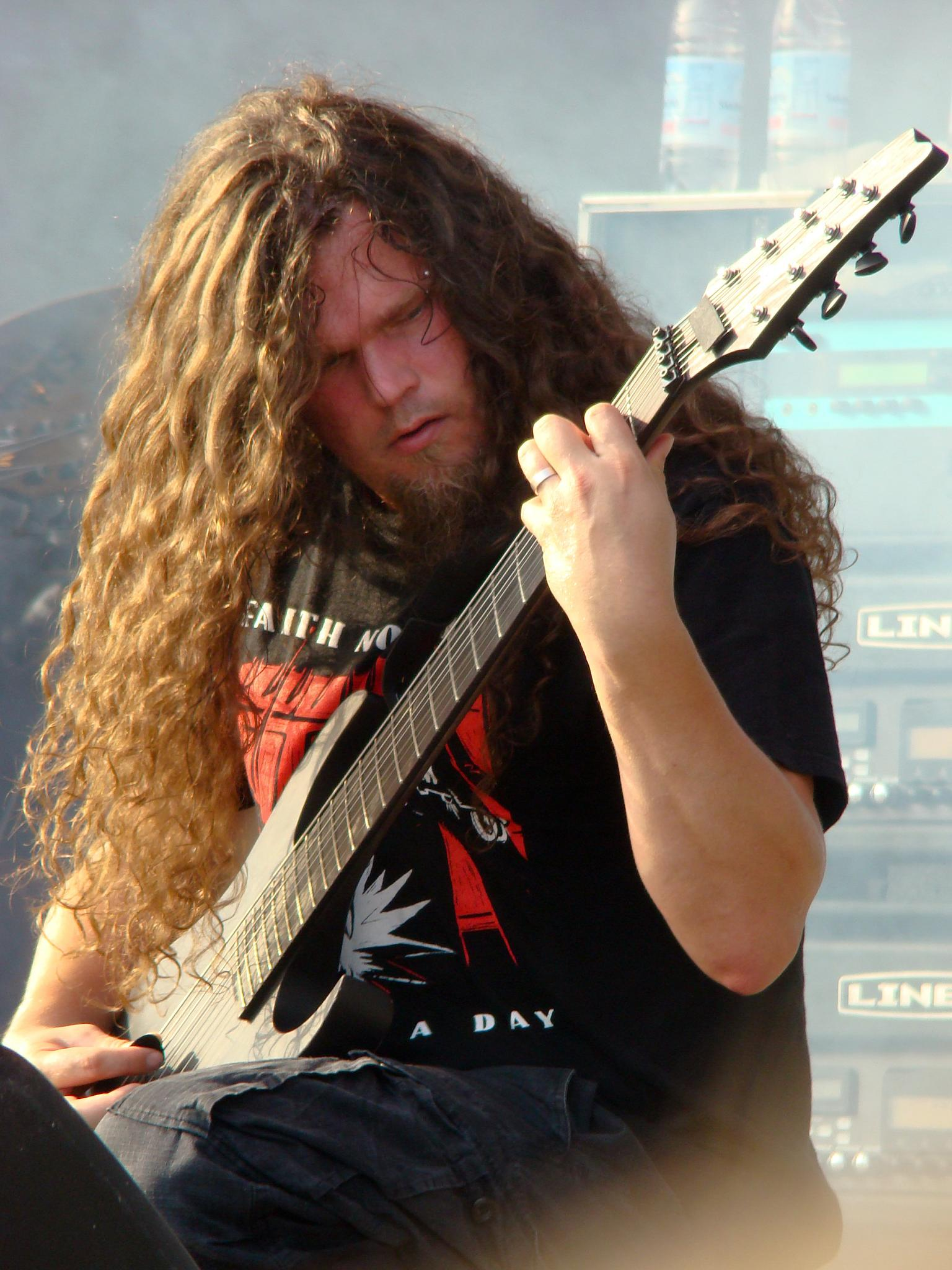
Гитарист Мортен Хагстрём с восьмиструнной гитарой Ibanez 2228

В январе 1998 года после двух месяцев в статусе сессионного участника к группе окончательно присоединяется Густаф Хильм. В феврале Nuclear Blast переиздаёт альбом «Contradictions Collapse», включив в него 4 трека с «None». Тем временем нарастают слухи о следующем альбоме Meshuggah. В мае становится известно название нового альбома — «Chaosphere». В это же время начинается работа в студии. Сразу после записи группа отправляется в небольшой тур по США. После серии очередных задержек в ноябре 1998 года «Chaosphere» всё-таки выходит в свет. По словам Томаса Хааке, «DEI был милым и беззаботным. Chaosphere — нет!». Кто-то говорил, что Meshuggah оставили живость и прогрессивность, в то время как некоторые утверждали, что группа естественно развивается, фокусируясь на своём оригинальном звучании. Сразу после релиза альбома Meshuggah проводит большой тур по Скандинавии совместно с группой Entombed.
1999 год начался с запланированного, а затем отменённого тура по США. Но вскоре проблемы разрешились, и группа отправилась за океан вместе со Slayer. Последний альбом, а также живые выступления группы получили массу положительных отзывов в различных американских СМИ. В начале 2000 года появились слухи о новом альбоме Meshuggah. В ожидании пластинки фанаты могли насладиться компиляцией «Rare Trax», куда вошли демо и редкие записи группы. Её релиз состоялся только осенью 2001 г. Первый тираж был выпущен без обещанных видеоматериалов, поэтому он был отозван, а компиляция переиздана.
В 2001 году группу покидает Густаф Хильм (вероятно, из-за внутренних разногласий). Meshuggah отправляется в большое турне по США вместе с группой Tool. В общей сложности Meshuggah отыграли более чем перед стотысячной аудиторией.
В марте 2002 слухи о новом альбоме подтвердились: группа записала три новых трека. Были использованы семплы ударных (записи Drumkit from Hell, комплекта ударных, используемого Томасом). Запись непосредственно альбома началась в мае и была завершена за 5—6 недель. Сразу после окончания работы в студии Meshuggah снова отправились в США, чтобы принять участие в Ozzfest. Новый альбом «Nothing» был размещен в Интернете в июле 2002 года. «Раздача» не была особо известна, поэтому ущерб оказался незначительным. Спустя месяц состоялся официальный релиз. Следом за выходом альбома состоялся ещё один тур совместно с Tool.

### IиCatch Thirtythree(2003—2006)
В 2003 году Хагстрем намекнул на направление следующего альбома группы, сказав: «Я считаю, что важно только одно. Мы никогда не измеряли наш успех с точки зрения продаж, потому что мы довольно экстремальная группа. Это больше, чтобы люди поняли, откуда мы. Я получаю больше от того, что фанат приходит и говорит, что мы полностью изменили их взгляд на металлическую музыку, чем от того, что её покупают около 200 детей. Я имею в виду, это было бы хорошо за свои деньги, но мы занимаемся этим не поэтому. Поэтому мне бы хотелось, чтобы мы продолжали прогрессировать. Сохраняя суть того, чем всегда была Meshuggah, но, так сказать, исследуя планку. „Destroy Erase Improve“ было похоже на исследование динамики группы, „Chaosphere“ исследовала агрессивность, а „Nothing“ на деле скорее зловещий, мрачный и довольно медленный альбом. Так что, честно говоря, теперь я не знаю, где мы? Это может быть смесью всех из альбомов.»

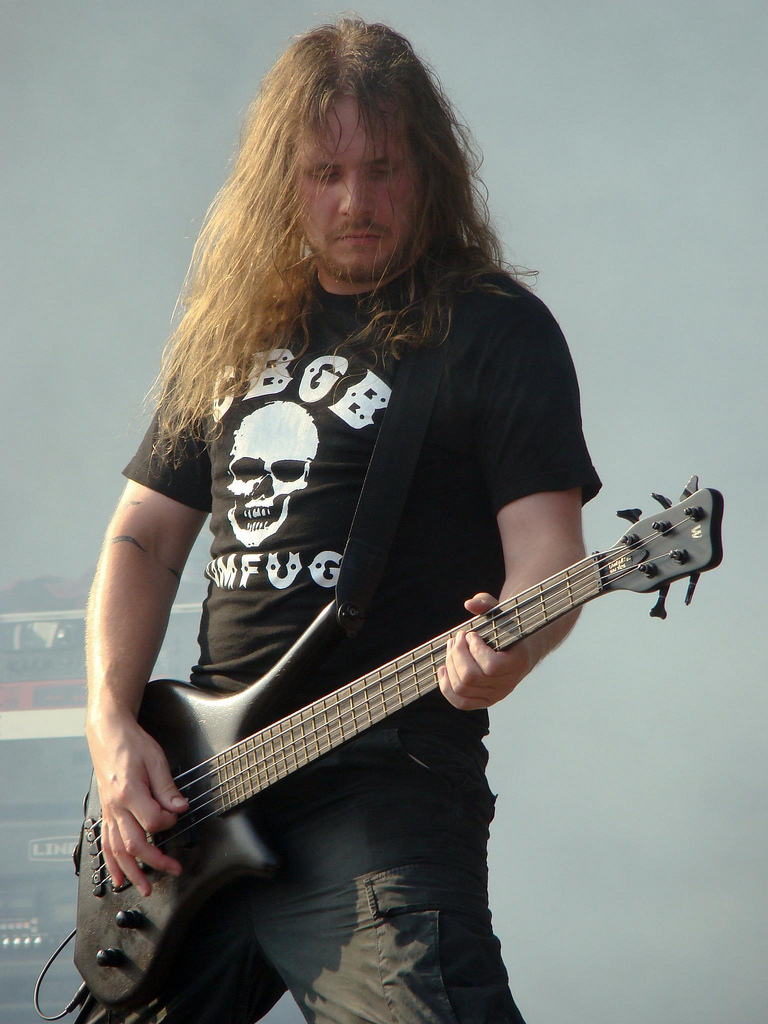
Басист Дик Лёвгрен, который присоединился к группе в 2004

В 2004 году на лейбле Fractured Transmitter Records выходит EP «I», состоящий из одного 21-минутного трека. В феврале 2004 года к Meshuggah присоединяется басист Дик Лёвгрен.
В общей сложности Meshuggah потратили около шести месяцев на запись EP. Catch Thirtythree, единственный альбом Meshuggah, в котором использовались запрограммированные барабаны, был выпущен в следующем году, в мае 2005 года. За первую неделю было продано семь тысяч копий Catch Thirtythree, и в июне 2005 года он дебютировал под номером 170 в чарте Billboard 200. Клип на трек «Shed» был выпущен в июне, а по данным Nielsen SoundScan, на тот момент в США было продано около 80 000 копий предыдущего альбома Nothing. Catch Thirtythree принесла группе номинацию на шведскую премию Грэмми. В октябре 2005 года немецкая группа Rammstein выпустила сингл на свою песню «Benzin» с ремиксовой версией Meshuggah.
В декабре 2005 года, спустя 10 лет после подписания своего первого контракта на запись с издательской компанией Warner/Chappell Music Scandian, Meshuggah расширила сотрудничество с компанией. В ноябре 2005 года Хааке сказал в интервью, что группа недовольна продюсированием Chaosphere и Nothing, потому что, находясь в туре, у них было мало времени, чтобы уделять им внимание.
Ремикс и обновленная версия Nothing с перезаписанными гитарами была выпущена в футляре специальной формы с трехмерной голограммой 31 октября 2006 года на лейбле Nuclear Blast Records. Релиз также включает бонусный DVD с изображением выступления группы на фестивале Download 2005 и официальные видеоклипы на песни «Rational Gaze», «Shed» и «New Millennium Cyanide Christ».

### obZenиKoloss(2007—2013)

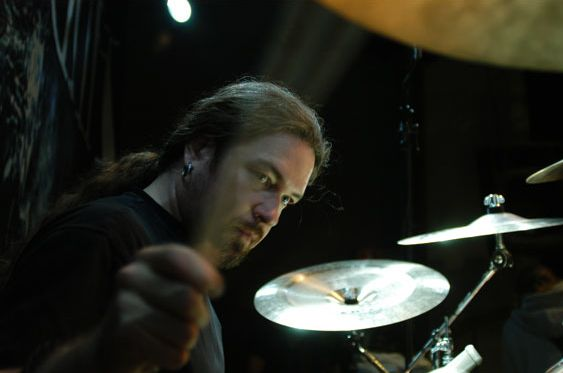
Томас Хааке в 2005

Meshuggah вернулись в студию в марте 2007 года, чтобы записать ObZen, запись которого завершилась в октябре 2007 года, а альбом вышел в марте 2008 года. Группа потратила почти год работы над альбомом, это самая длинная сессия записи. Значительная часть года была потрачена на то, чтобы научиться исполнять написанные ими песни; сама запись заняла шесть месяцев. ObZen достиг 59-го места в чарте Billboard 200, продав 11 400 копий в США за первую неделю выпуска и 50 000 копий через шесть месяцев. С ObZen Meshuggah привлекла больше внимания СМИ и новых поклонников. За релизом последовало мировое турне, которое началось в США и продолжилось в Европе, Азии и Австралии.
В мае 2008 года Meshuggah опубликовали видеоклип на песню «Bleed», продюсером которого выступил Иэн МакФарланд и отредактирован Майком Печчи и Яном МакФарландом. Killswitch Productions заявила: «Очень здорово работать с группой, которая позволяет музыке и изображениям говорить самим за себя и не настаивает на том, чтобы они были в центре внимания видео».
В январе 2009 года obZen был номинирован на Шведскую премию Грэмми в категории «Лучший хард-рок альбом».. В феврале 2009 года Хааке объявил, что группа планирует выпустить концертный DVD и студийный альбом. В апреле Meshuggah были вынуждены отменить свои концерты в Скандинавии в начале 2009 года из-за грыжи межпозвоночного диска Хааке в пояснице, из-за которой у него возникали проблемы с правой ногой во время игры. Позже Хааке перенес операцию и восстановился перед летними европейскими фестивалями.
Концертный DVD под названием Alive был выпущен 5 февраля 2010 года в Европе и 9 февраля в Северной Америке. Тордендаль начал работу над вторым сольным альбомом в июне 2010 года с Бельгийским барабанщиком Дирком Вербейреном.
Седьмой студийный альбом Koloss был выпущен 23 марта 2012 года в Германии, 26 марта в остальной Европе и 27 марта в Северной Америке. Koloss достиг 17-го места в Billboard Top 200 и было продано 18 342 копий за первую неделю.

### Pitch BlackиThe Violent Sleep of Reason(2013—2018)

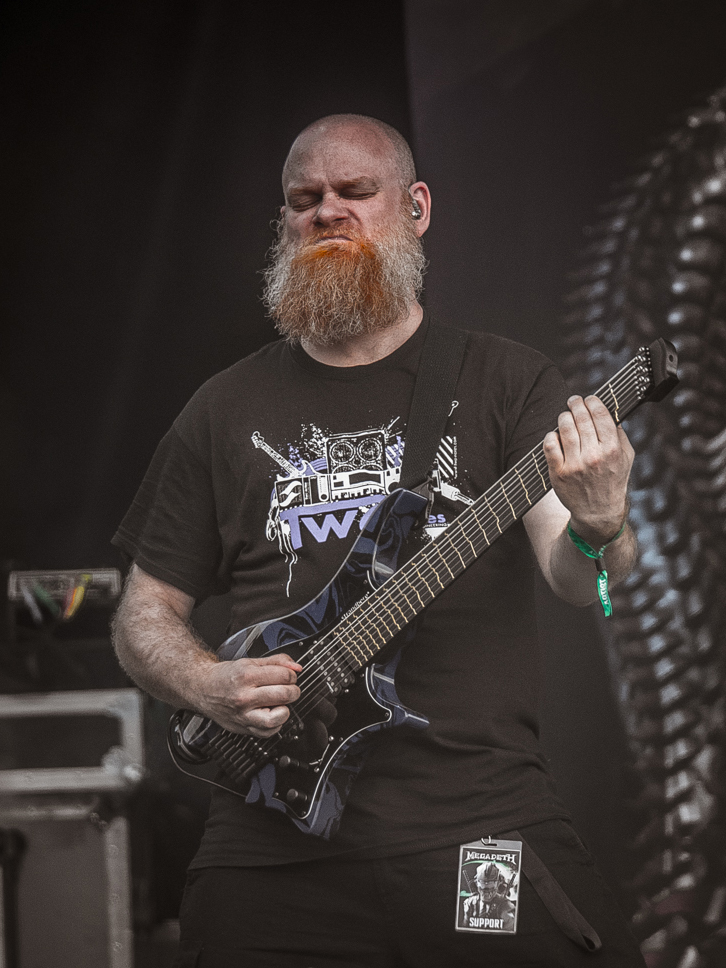
Пер Нильсон заменивший на концертах Тондерталя c 2017 по 2019

5 февраля 2013 года Meshuggah выпустили бесплатный двухтрековый EP под названием Pitch Black вместе с Scion A/V. В EP входит ранее не издававшийся трек «Pitch Black», записанный Фредриком Тордендалем в 2003 году в студии Fear and Loathing в Стокгольме, Швеция. Второй трек — концертная запись «Dancers to a Discordant System» с ObZen. Трек был записан на фестивале Distortion Fest в Эйндховене, Нидерланды, 9 декабря 2012 года.
12 мая 2016 года Meshuggah опубликовали на своей странице YouTube тизер-видео и подтвердили, что их следующий студийный альбом выйдет в конце 2016 года. 28 июля 2016 года было объявлено, что название будет «The Violent Sleep of Reason», и ему была назначена дата выхода 7 октября. «The Violent Sleep of Reason» вошел в шорт-лист IMPALA (Ассоциации независимых музыкальных компаний) на премию «Альбом года 2016», которая ежегодно награждает лучший альбом, выпущенный на независимом европейском лейбле.
2 июня 2017 года Meshuggah объявили, что Тордендаль перестаёт гастролировать с группой; его временно заменит Пер Нильссон из Scar Symmetry. В 2018 году Meshuggah были выдвинуты на номинацию на Грэмми за свою песню «Clockworks» в категории «Лучшее метал исполнение».

### Immutable(2019-настоящее время)
В интервью в ноябре 2019 года Хагстрем намекнул, что группа начала работу над новым альбомом. Запись началась в марте 2021 года. В том же месяце группа заявила, что Фредрик Тордендаль закончил свой перерыв и готов полностью участвовать в записи нового альбома. 28 января 2022 года Meshuggah выпустили новую песню под названием «The Abysmal Eye», взятую из девятого альбома группы «Immutable», который позже был выпущен 1 апреля 2022 года на лейбле Atomic Fire.

## Музыкальный стиль

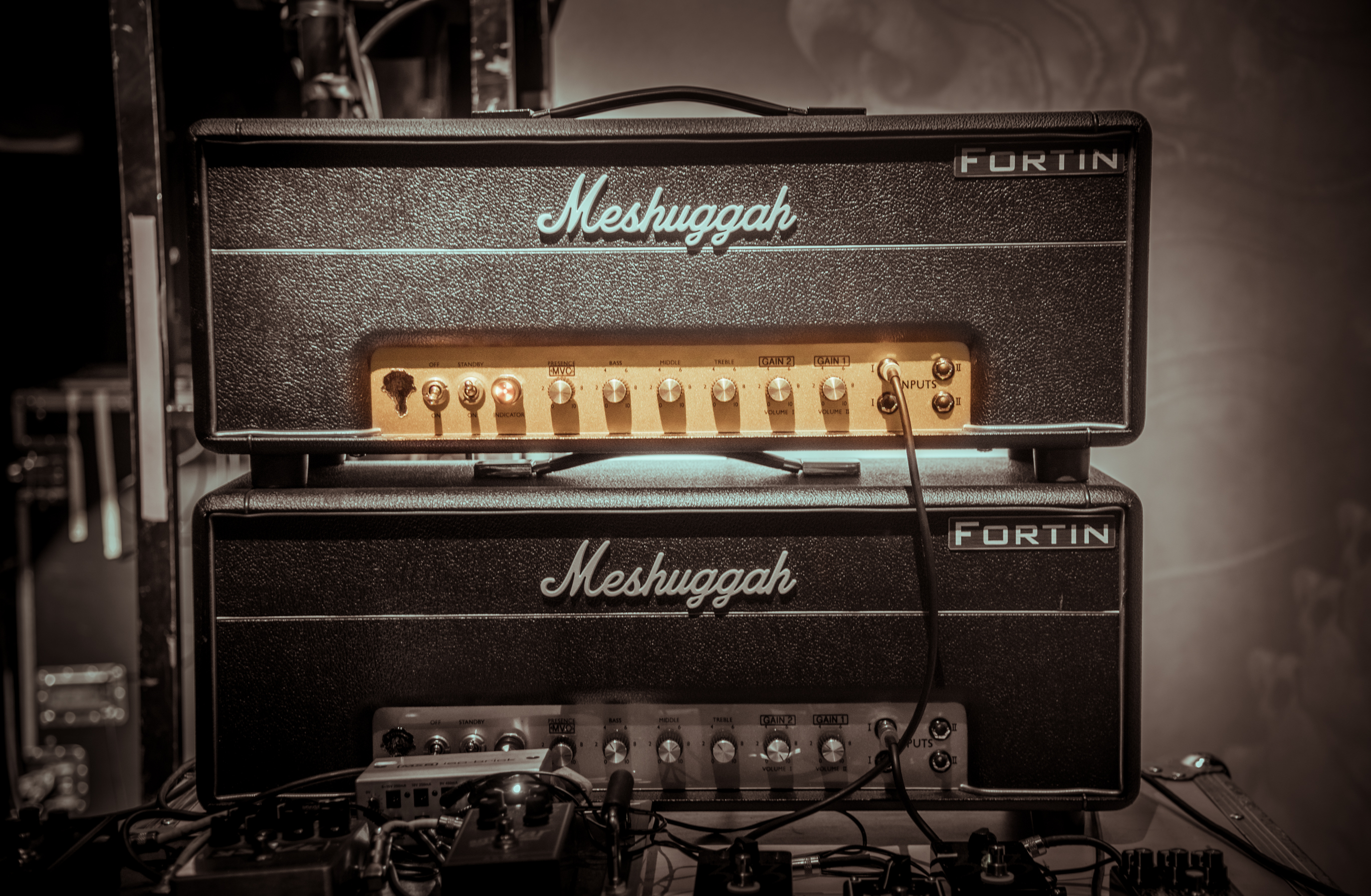
Кастомный усилитель

Эксперименты, стилистические вариации и изменения Meshuggah за время их карьеры охватывают несколько музыкальных поджанров. Поджанры экспериментальный метал или авангардный метал — это общие термины, которые позволяют описать группу в целом.[a] Экстремальный метал в сочетании с трэш-металом и дэт-металом (или техничным дэт-металом) лежат в основе звучания музыки Meshuggah.[b] Стиль группы также называют мат-металом и прогрессивным металом.[c] Meshuggah также включает в себя элементы экспериментального джаза. В своем обзоре пластинки Nothing журнал AllMusic описывает Meshuggah как «вдохновителей космического исчисления метала — если хотите, называйте его металом Эйнштейна». Первые работы Meshuggah также называли альтернативным металом. Meshuggah создают узнаваемый «звуковой отпечаток» и особый стиль.

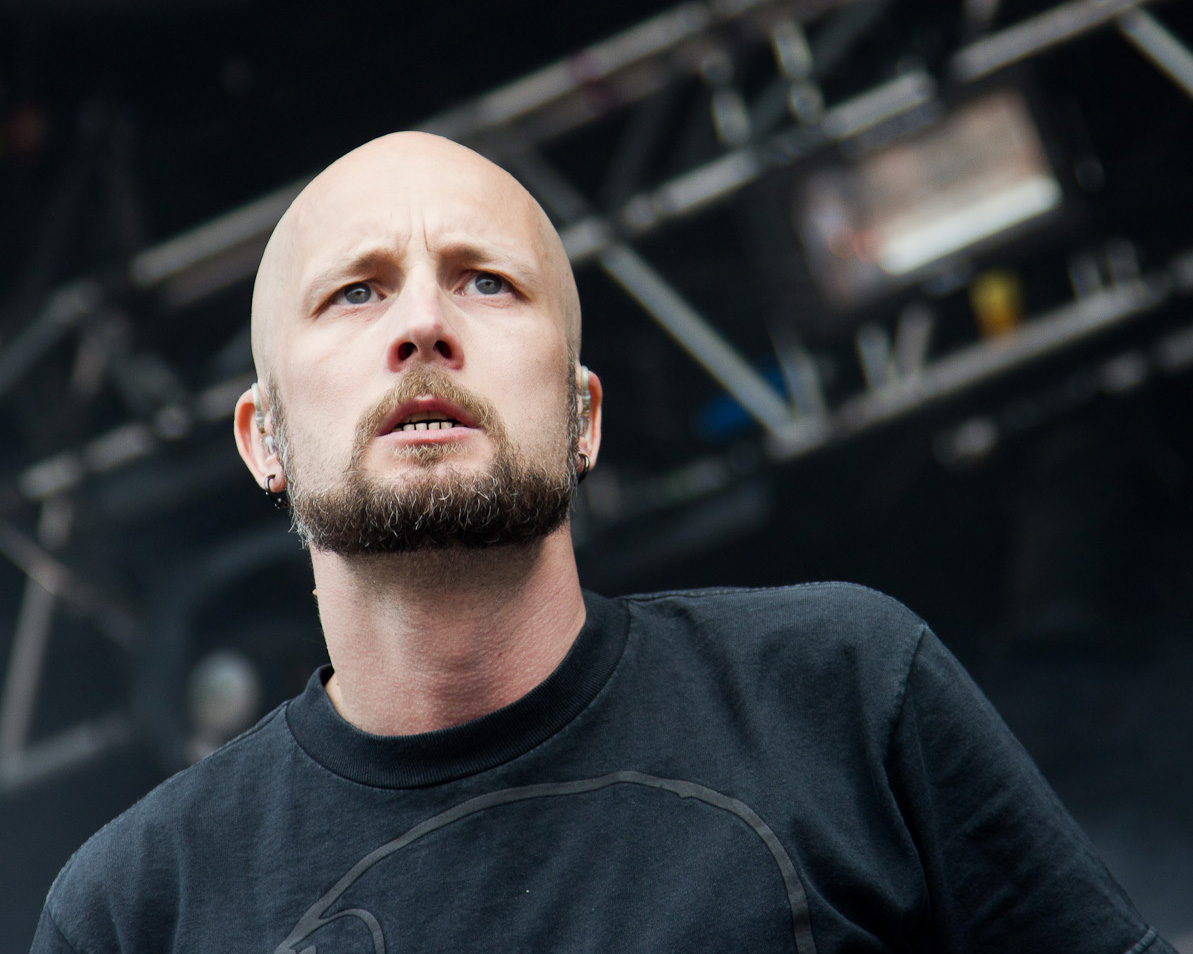
Вокалист Йенс Кидман

Основными чертами и характеристиками, определяющими звучание и написание песен Meshuggah, являются полиритмия, полиметрические циклы риффов, ритмические синкопы, быстрые изменения тональности и темпа, а также неоджазовая хроматика. Хагстрём отмечает: «На самом деле не имеет значения, сложно ли что-то играть или нет. Вопрос в том, что это делает с вашим разумом, когда вы слушаете это? Куда это вас ведет?». Он также известен тем, что использовал устройство «контроллер дыхания». Хааке известен своей игрой на барабанах в перекрёстном ритме с «джазовой каденцией». Вокальный стиль Йенса Кидмана варьируется от криков в хардкор стиле до «роботизированного» дэт-металического вокала, стараясь сохранить монотонную манеру присущую африканским барабанным стилям музыки, вводящим слушателя в транс.
В полиритмии, обычно используемой Meshuggah, гитарные партии могут быть написаны в нечётных размерах, например 5/16 или 17/16, а барабаны — в 4/4. Одним из конкретных примеров использования Хааке полиритмии являются удары хай-хэта или чайна-тарелки в размере 4/4, а малого барабана и бас-бочки в размере 23/16. В «Rational Gaze» из Nothing Хааке играет лишь размер 4/4,
Эксперименты в звучании и стиле в течение длительной карьеры позволяют относить творчество группы сразу к нескольким поджанрам экстремального метала. Так, дебютный альбом Contradictions Collapse, в отличие от поздних работ, склоняется к трэш-металу, творчество в период с 1995 по 2002 принято относить к грув-металу и прогрессивному металу, а более поздние релизы классифицируются как мат-метал. Музыка группы также включает в себя элементы экспериментального джаза и авангардного метала. Основными отличительными особенностями в звучании Meshuggah являются полиритмия и атональная низкая ритм-партия в сочетании с харш-вокалом.

### Contradictions Collapse,Destroy Erase ImproveиChaosphere
Ранние работы Meshuggah, находившиеся под влиянием Metallica, «проще и понятнее, чем их более поздний материал, но некоторые из их более прогрессивных элементов присутствуют в форме изменений времени и полиритмики, а игра Фредрика Тордендаля выделяется». По данным AllMusic, их дебютный альбом является относительно незрелым, но оригинальным релизом. Двойные бас-барабаны и «угловые» риффы также определили раннее творчество Meshuggah.
С новаторским «Destroy Erase Improve» Meshuggah продемонстрировала джаз-фьюжн, дэт-метал, трэш-метал и прогрессив-метал. AllMusic описывает этот стиль как «переплетение криков в хардкорном стиле среди обманчиво (и коварно) простых стаккато гитарных риффов и безумно точной игры на барабанах — часто со всеми тремя компонентами, действующими в разных тактовых размерах». Тордендаль добавляет мелодичные элементы с помощью своей соло-гитары и использует вокодер, что наиболее известно во вступительном треке «Future Breed Machine».
Chaosphere включает быстрый, всё ещё меняющий темп дэт-метала. AllMusic также сравнивает этот жанр с отцами грайндкора Napalm Death. Rockdetector заявляет: «Пока фанаты наслаждались лабиринтом, похожим на блуждания; критики изо всех сил пытались анализировать, приветствуя нетрадиционное использование Хааке двойного ритма 4/4 и 23/16, механическое стаккато Кидмана и обильное использование Тордендалем авангардного джаза».

### Nothing,IиCatch Thirtythree
В альбоме Nothing Meshuggah отказывается от быстрых темпов Chaosphere и концентрируется на медленном темпе и груве. Альбом планировалось записать с использованием изготовленных на заказ восьмиструнных гитар Nevborn, но прототипы были настолько неисправными, что Тордендаль и Хагстрём вместо этого использовали пониженную настройку (в FA#D#G#C#F#A#) гитары Ibanez. Эта техника приводила к расстраиванию инструментов во время записи, что создавало дополнительные проблемы. Когда Ibanez предоставила Meshuggah специальные восьмиструнные гитары с двумя сверхнизкими струнами, которые работали должным образом после первого релиза, группа перезаписала гитарные партии для «Nothing» и переиздала его в 2006 году.
(сейчас актуальные модели гитар Ibanez M8M и Ibanez M80M) Хагстрём отмечает, что это позволило группе добиться низкого звучания на гитарах.
EP I содержит одну 21-минутную песню. Комплекс сложных аранжировок был намеком на предстоящий альбом 2005 года «Catch Thirtythree».
«Catch Thirtythree» — это одна 47-минутная песня, разделенная на 13 частей. Это скорее среднетемповый гитарный рифф, более простой и экспериментальный полноформатныли альбом, чем «Chaospher» или «Nothing». Ник Терри из журнала «Decibel» описывает альбом как четырёхтактную симфонию. В некоторых песнях до сих пор используется «знакомый шаблон Meshuggah, сочетающий резкий вокал и кошмарные мелодии с грубым, механически наступтрём, странным темпом», в то гитарыкак другие исследуют окружающие звуки и более тихую динамику. Первая часть «Catch Thirtythree» сосредоточена вокруг двух простых риффов. В песне «In Death — Is Death» группа использует сочетание шума и тишины, что контрастирует с нетипичными мелодиями на «Dehumanization». В «Mind’s Mirrors» Мешугга использует электронику, программирование и «голоса роботов». «Shed» включает в себя «племенную» перкуссию и шепот.

### obZёnиKoloss

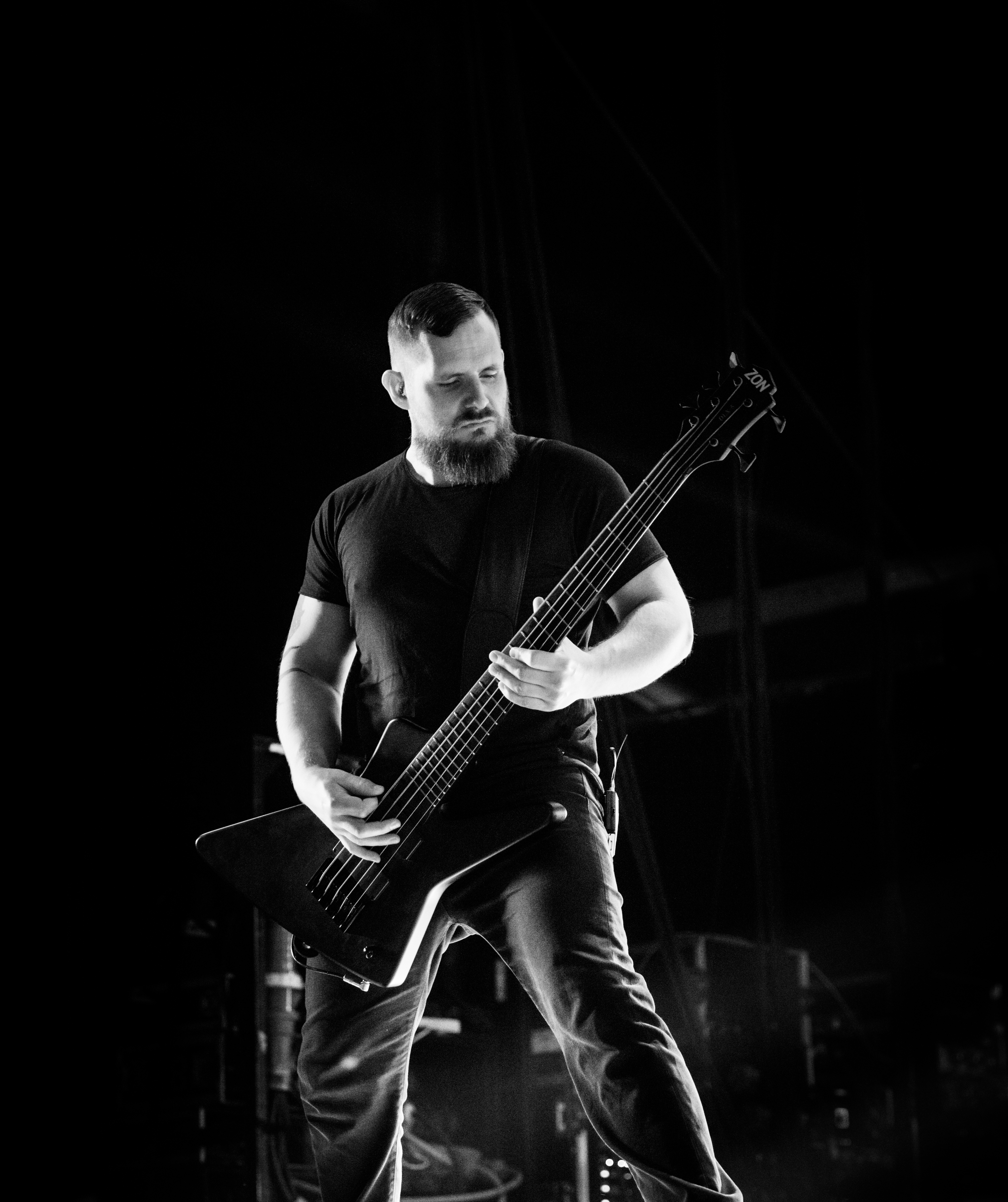
Лёвгрен в 2018

С альбомом „obZen“ 2008 года Meshuggah отошли от экспериментов с „Nothing“ 2002 года и „Catch Thirtythree“ 2005 года, чтобы вернуться к музыкальному стилю своих предыдущих альбомов, таких как Contradictions Collapse, Destroy Erase Improve и Chaosphere сохраняя при этом своё внимание к музыкальным и техническим инновациям. Альбом теряет некоторые быстрые, математические ритмические изменения прошлых релизов и мелодическую оркестровку Catch Thirty-Three и использует „угловые“ риффы, средний темп и обычные доли 4/4. Альбом является кульминацией предыдущей работы группы.
Meshuggah решила заняться самопродюсированием, потому что стремилась сохранить творческий контроль над процессом записи и сведения.
В „obZen“ Хааке вернулся к ударной установке, прежде всего, с исполнением песни „Bleed“. В интервью Gravemusic.com Хааке заявил: „Мне пришлось приложить большие усилия для изучения Bleed, мне пришлось найти совершенно новый подход к игре на двойных бас-барабанах, чтобы была возможность выполнять такое. Я никогда по-настоящему не делал ничего подобного. Раньше это было похоже на быстрые всплески, которые проходят на протяжении всей песни. Так что на самом деле я потратил столько же времени, репетируя этот трек в одиночку, сколько на все остальные треки вместе взятые. Это своего рода большой подвиг — изменить свой подход таким образом. И я рад, что нам удалось воплотить это в альбоме. Хотя какое-то время мы даже не знали, попадет ли трек в альбом“. Хагстрём также заявил: „obZen — одно из самых технических предложений, которые группа когда-либо записывала“. Журнал Revolver Magazine подтверждает это заявление: „При первом прослушивании obZen кажется слушателю менее сложным, чем некоторые другие пластинки группы, и большинство песен плавно перетекают из одного синкопированного отрывка в другой. Однако тщательное изучение показывает, что этот материал является одним из самых сложных в группе“.
Общим качеством Koloss, отмеченным многими критиками и изданиями, является относительно прямолинейное, более ориентированное на грув звучание, которое можно охарактеризовать как „Metal Sucks“, поскольку группа „оптимизировала свои композиции в значительной степени“. Альбом вызывает ещё более угрожающее звучание и „тьму“ по версии Metal Injection; кроме того, вокал Йенса Кидмана был описан как „экспоненциально более мучительный“, чем на предыдущих работах. Metal Injection также сравнил звук заключительного трека альбома „The Last Vigil“ с произведением инструментальной группы Godspeed You! Black Emperor. Гитарные риффы пластинки были отмечены как несколько отличающиеся от более раннего послужного списка Meshuggah, при этом „SPIN“ указывает на „почти блюзовый свинг“ говоря о стиле игры. SPIN подробно остановился на гитарных партиях, сравнив соло в „The Demon’s Name is Surveillance“ и „Marrow“ с произведениями композитора-экспериментатора Филипа Гласса и джаз-гитариста Алана Холдсворта.

### The Violent Sleep of Reason
Свой восьмой альбом группа записала вживую в студии — стиль продюсирования, которого они не придерживались, как сообщается, „20, 25 лет“. Отвергая компьютеризированный формат записи своих предыдущих альбомов, Хааке сказал: „Obzen и Koloss — отличные альбомы, но, на мой взгляд, они слишком идеальны. Звучало честно. Но там, где мы записывались вживую, вы можете услышать толчок и тягу, один из нас может быть немного впереди, а другой может быть немного позади. Если вы уничтожите этот формат, вы можете уничтожить энергию“. Это первый альбом, автором которого не является Тордендаль (поскольку он временно покинул группу для записи сольного альбома); большая часть альбома была написана Хааке и Лёвгреном.

## Анализ

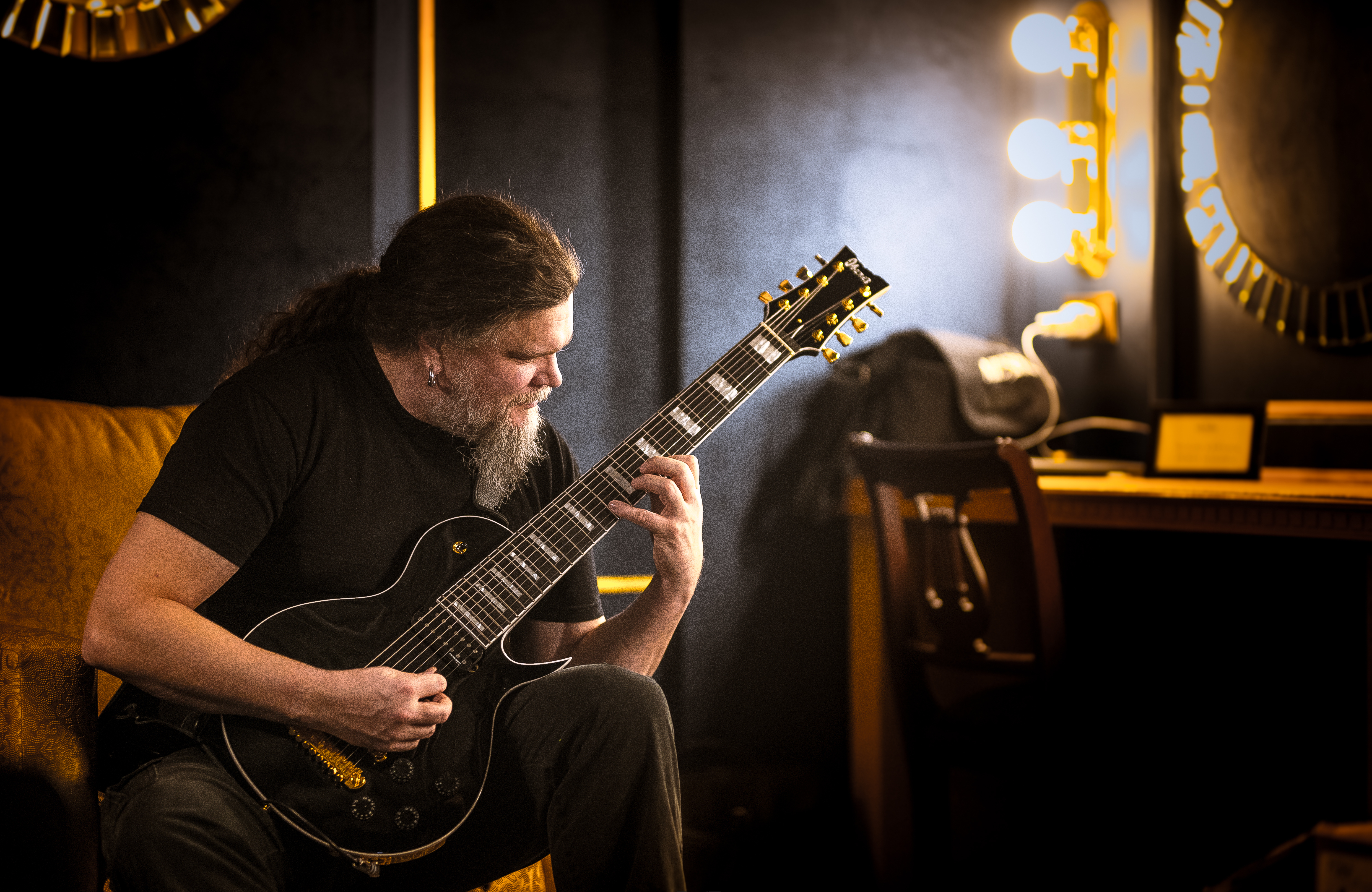
Мортен Хагстрём в 2018

Meshuggah стали известными своим новаторским музыкальным стилем, который развивается с каждым релизом и выводит хэви-метал на новый уровнь, а также своим техническим мастерством. Хагстрем прокомментировал: „Мы стараемся никогда не повторяться“. MusicMight заявил о Destroy Erase Improve: „[T]он группа… убрали металл до самого необходимого, а затем полностью перестроили его в совершенно абстрактной форме“. что Meshuggah оставили позади свои динамичные и прогрессивные элементы; в то время как другие думали, что они просто прогрессировали естественным образом и сосредоточились на своём оригинальном звучании». очень зрелый и убедительный Meshuggah, теперь сосредоточенный на груве и звуке… Meshuggah ещё раз разделил своих поклонников на «восторженных» и «слегка разочарованных».. Полиритмия может сделать музыкальный звук какофонический, как будто участники группы одновременно играют разные песни. Слушатели, воспринимающие полиритмию, часто либо извлекают сложный рисунок, подогнанный под метрическую структуру, либо сосредотачиваются на одном ритмическом потоке, воспринимая другие как «шум».
Журнал Rolling Stone назвал Meshuggah «одной из десяти самых важных групп», и «Альтернативная пресса» назвали их «самой важной группой в металле». Meshuggah has been described as virtuoso or genius-bordering musicians,[g] «recognized by mainstream music magazines, especially those dedicated to particular instruments». Meshuggah были описываемые как виртуозные или гениальные музыканты, [g] «признанные ведущими музыкальными журналами, особенно теми, которые посвящены конкретным инструментам». В 2007 году Meshuggah получил углублённый анализ в академическом журнале Music Theory Spectrum Meshuggah не добились большого успеха в мейнстриме, но являются значительным звеном в экстремальной музыке, оказавшей влияние на современные метал-группы. и имеет культ. Meshuggah вдохновил на популяризацию приёма игры на гитаре как «джент» в прогрессивном металле,, который описывает «эластичный синкопированный гитарный рифф» с его названием. Их описали как «первую джент-группу совершенно случайно»; в интервью 2018 года Хагстрём в шутку извинился за роль группы в создании этого термина, назвав это «пьяным недоразумением».

## Метод записи и лирические темы

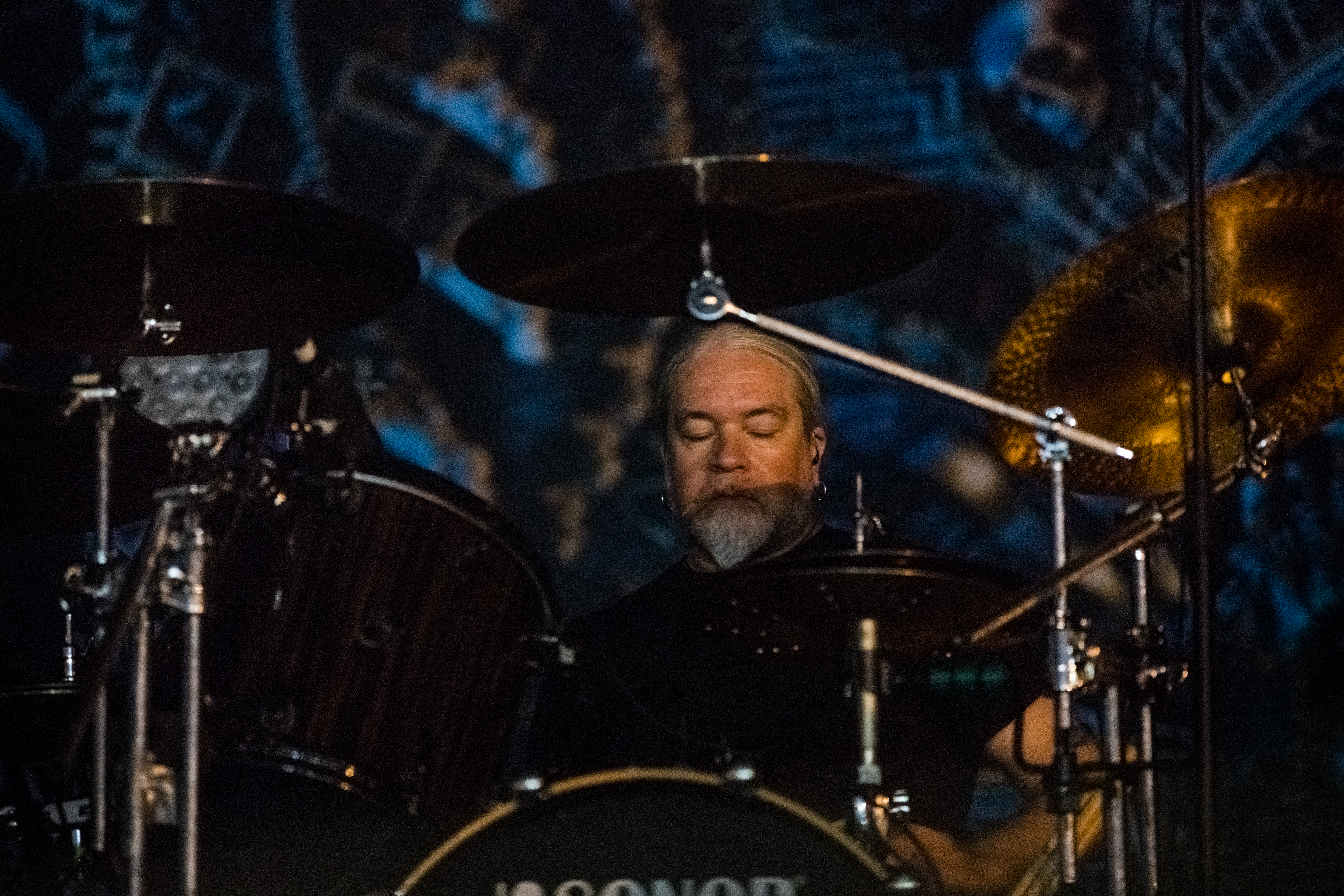
Хааке в 2018

Музыку Meshuggah написали Тордендаль, Хагстрём и Хааке при содействии Кидмаан и Лёвгрена. Во время написания песен один из участников программирует ударные и записывает гитару и бас через компьютер. Он представляет свою идею другим участникам как законченную работу. Meshuggah обычно придерживается первоначальной идеи и редко меняет песню впоследствии. Хагстрем объясняет, что каждый участник имеет концептуальное представление о том, что делают другие, и никто не думает исключительно с точки зрения конкретного инструмента. Кидман больше не играет в группе на гитаре, но занимается написанием риффов.
За исключением тех случаев, когда Хагстрёму нужен солист, он и Тордендаль редко записываются вместе. Оба играют на гитаре и басу во время сочинения музыки. Хааке говорит о своих песнях: «Иногда я беру семплы гитарных партий, нарезаю их, меняю высоту тона и настраиваю их, пока не создам нужные мне риффы, просто для демонстрационных целей. Но большую часть времени я просто представляю поиграю на барабанах и объясню свои идеи насчет остальной части песни, сыграю несколько риффов.riffs.» Группа использует Cubase для записи треков, а гитары эмулируются через программное обеспечение моделирование усилителя, потому что оно позволяет им менять настройки усилителя даже после того, как песня была полностью записана.

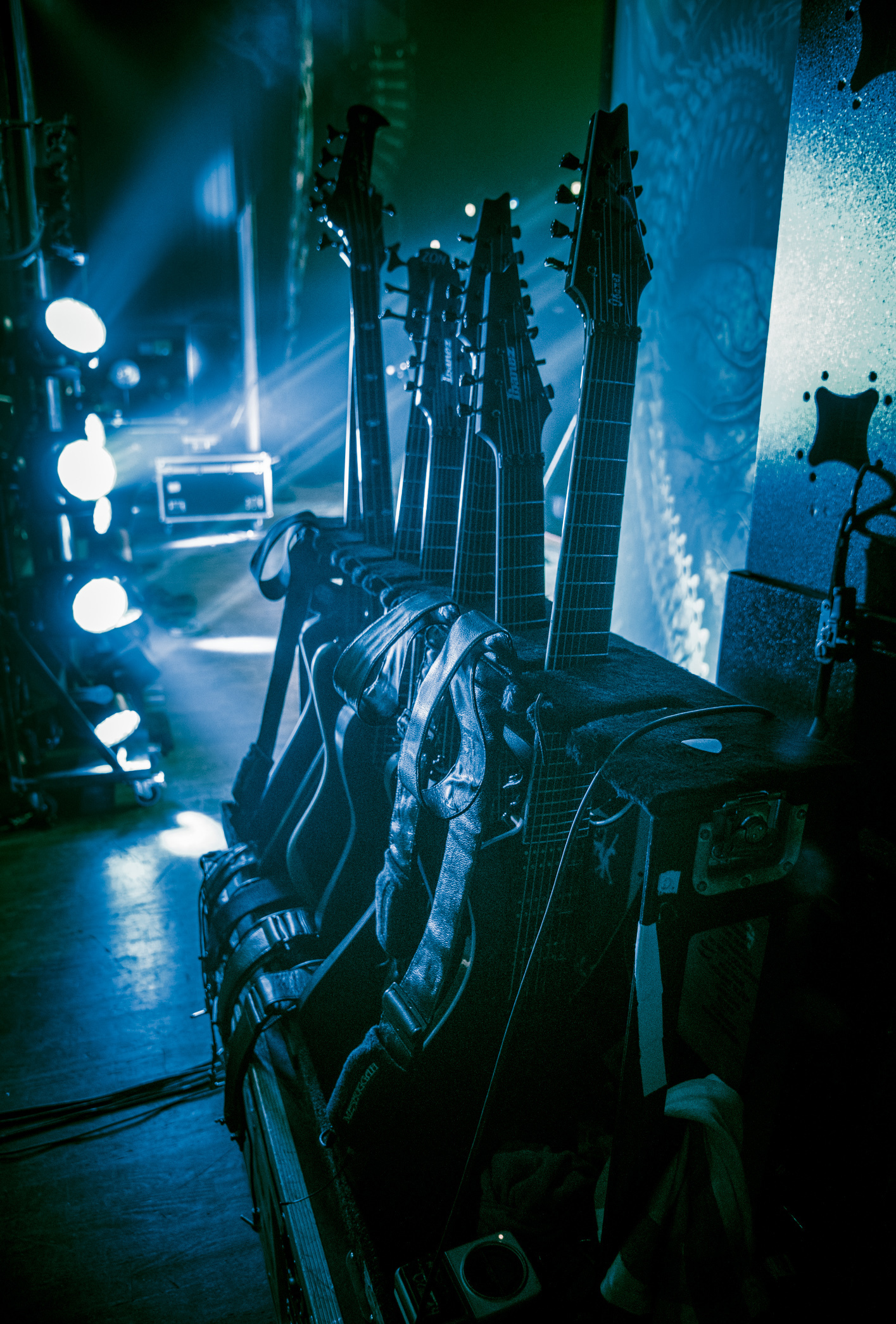
Гитары музыкантов

Примерно раз в год Хааке пишет большую часть текстов группы, за исключением готовых треков. Его лирическое вдохновение черпается из книг и фильмов. За исключением альбома «Catch Thirtythree», Meshuggah обычно не записывают концептуальные альбомы, хотя группа предпочитает на заднем плане прочную концептуальную основу.
Часто эзотерические и концептуальные, тексты песен Meshuggah исследуют такие темы, как экзистенциализм. AllMusic описывает лирическую направленность песни «Destroy Erase Improve» как «интеграцию машин с организмами как следующий логический эволюционный шаг человечества». В рецензии PopMatters на композицию «Nothing» выделяется текст из «Rational Gaze»: «Наш созданный светом образ истины — отфильтрованная пустота его сущности / Поскольку наши глаза не хотят придерживаться интуитивных линий / Все исследовано. Отделено по одному / Чем пристальнее мы смотрим, тем полнее распад». Обложка, название и тексты песен посвящены «парадоксам/отрицаниям/противоречиям жизни и смерти (какими мы видим их в лучшие моменты безудержной метафорической интерпретации)».
По словам Хааке, главной темой «obZen» является «человеческое зло». Название представляет собой игру слов «непристойность» и «дзен»; кроме того, «об» на латыни означает «анти». Таким образом, название предполагает, что человеческий вид обрёл гармонию и баланс в войнах и кровопролитии. Revolver Magazine находит текст заглавной песни из obZen, представителя всего альбома: «Спасение обретается в рвоте и крови/Где разврат, ложь, коррупция/Война и боль бог.» Однако Хааке утверждает: «Мы, как люди, не зацикливаемся на ненависти и плохих чувствах. Но с помощью этих песен, я думаю, мы действительно хотели лирически нарисовать картину, которую можно было бы рассматривать как предостерегающую историю. Вот в чём заключаются некоторые аспекты человеческого бытия, и это то, чем мы можем быть в худшем случае». Так что важнее осознавать негативные чувства, чем постоянно их проживать".

## Meshuggah какинтернет-мем

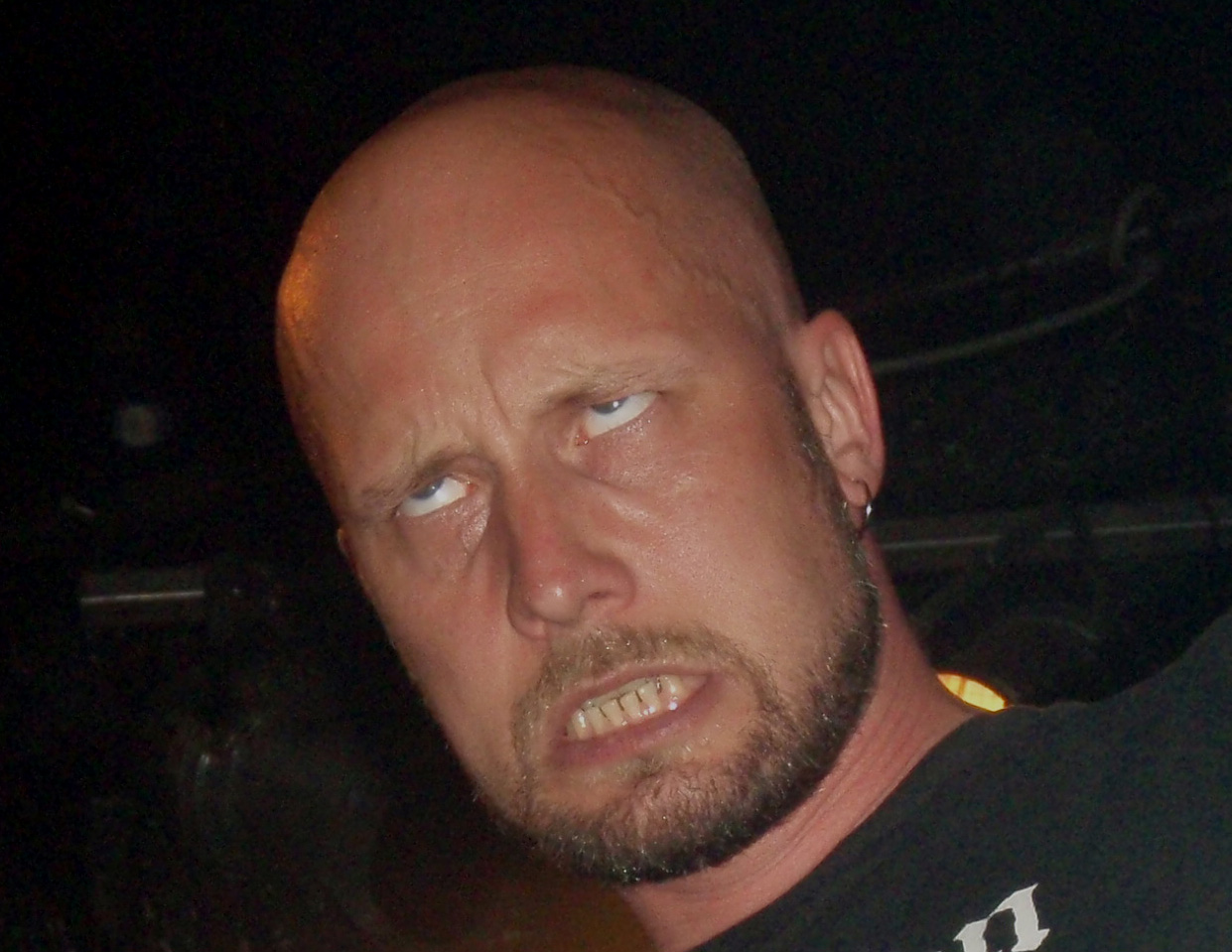
Йенс Кидман демонстрирует своё «фирменное» лицо

В 2014 году, на портале Pinterest было опубликовано видео, где главный герой фильма Волк с Уолл-стрит «косплеит» Йенса Кидмана под трек «Rational Gaze» , после чего в сегменте рунета начали появляться мемы с участием Мортена Хагстрёма и Николая Баскова, в том числе и ВКонтакте. В том же году, на YouTube-канале Kranok было опубликовано видео «Metal Construction», оформленное под песню «War» c компиляции Rare Trax. Настоящую популярность мемы обрели в 2017 году, после того как на Реддите была опубликован пост под названием «Meshuggah Face», где главный герой фильма Волк с Уолл-стрит вновь повторяет лицо фронтмена группы, что уже было ранее использовано в ру.сегменте. Основная ирония направлена на трек Bleed, поскольку он является технически сложным произведением для попытки сыграть его на любом инструменте, но в то же время, его лирика направлена принятии боли и борьбе с жизненными трудностями. После чего мем пробрался и в сторону западной аудитории, и группу стали часто ассоциировать с какими-то брутальными моментами жизни людей которые пытаются преодолеть свои невзгоды.
Так же мем обрёл вторую волну популяризации в рунете после публикации поста на Пикабу. Мем распространился по интернету, в том числе на таких ресурсах как Яндекс-Дзен, и 9gag.

## Состав
Текущий состав
- Йенс Кидман (швед. Jens Kidman) — вокал (c 1987), ритм-гитара (1987—1992)
- Фредрик Тордендаль (швед. Fredrik Thordendal) — соло-гитара, бэк-вокал (с 1987), бас-гитара (2001—2004)
- Томас Хааке (швед. Tomas Haake) — ударные (с 1990)
- Мортен Хагстрём (швед. Mårten Hagström) — ритм-гитара, бэк-вокал (с 1992)
- Дик Лёвгрен[англ.] (швед. Dick Lövgren) — бас-гитара (с 2004)

Бывшие участники
- Никлас Лундгрен — ударные (1987—1990)
- Петер Нордин — бас-гитара (1987—1995)
- Густав Хильм — бас-гитара (1995—2001)
- Пер Нильсон — соло-гитара на живых выступлениях (2017—2019)

## Дискография

### Студийные альбомы
- 1991 — Contradictions Collapse
- 1995 — Destroy Erase Improve
- 1998 — Chaosphere
- 2002 — Nothing
- 2005 — Catch Thirtythree
- 2008 — obZen
- 2012 — Koloss
- 2016 — The Violent Sleep of Reason
- 2022 — Immutable